# Pterostichus inanis
Pterostichus inanis är en skalbaggsart som beskrevs av Horn. Pterostichus inanis ingår i släktet Pterostichus och familjen jordlöpare. Inga underarter finns listade i Catalogue of Life.